# Comité de conférence du Congrès

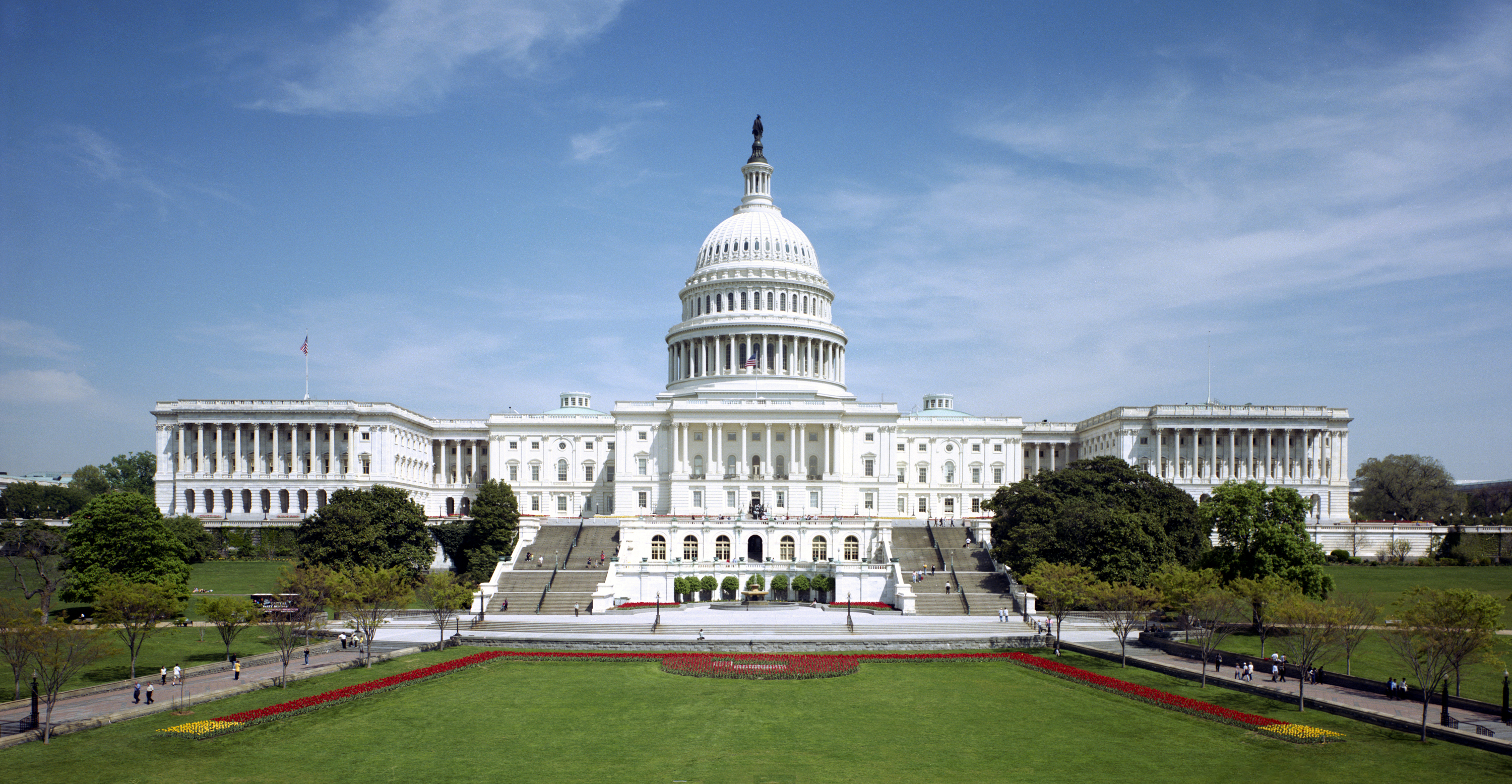
Le Capitole des États-Unis, façade ouest, avec le Sénat à gauche et la Chambre à droite.

Un Comité de conférence du Congrès (United States congressional conference committee) est l'équivalent américain de la commission mixte paritaire française. Elle doit en effet trouver un terrain d'entente entre les deux Chambres du Congrès lorsque celles-ci défendent des versions différentes d'un même texte législatif.